# Традиционная культура

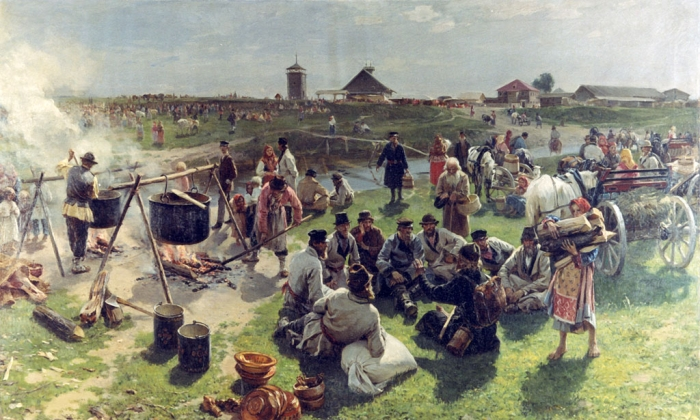
И. М. Прянишников. Общий жертвенный котёл в престольный праздник (1888). Пример «мирского», общинного праздника в традиционной культуре восточных славян

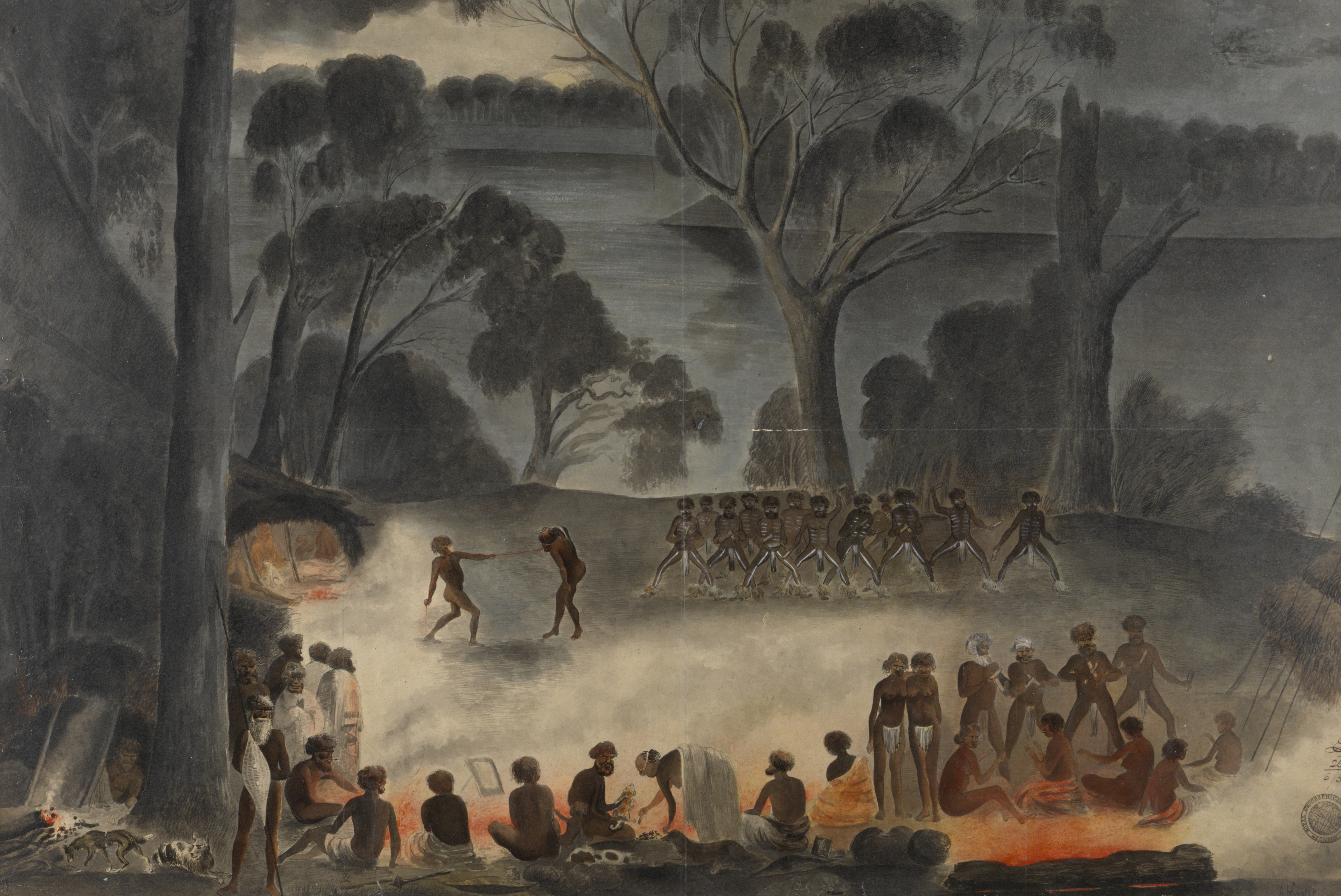
Джерард Креффт. «Корробори на реке Муррей» (1858). Обрядовый танец аборигенов

Традицио́нная культу́ра — культура традиционного общества, иногда термин используется в значении народная культура. Традиционная культура представляет собой устойчивую, нединамичную культуру, характерной особенностью которой является то, что происходящие в ней изменения идут слишком медленно и поэтому практически не фиксируются коллективным сознанием данной культуры.
Традиционная культура — это специфический способ организации жизнедеятельности, основанный на наследовании доминирующих смыслов, ценностей, норм.
Традиционная культура представлена сказками, преданиями, образами героев и другими явлениями, в которых переплетается память о значительных событиях в жизни больших групп людей (в том числе целых этносов) и вымысел. Чаще всего образцы народной культуры отражают житейскую мудрость, которая дополняется конкретно-историческими обстоятельствами, закрепляющимися и передающимися из поколения в поколение рассказами. В большинстве случаев в них отражаются не реально имевшие место в действительности события, а социальные отношения между людьми, дополненные фантазией рассказчиков, их представлениями о добре и зле, идеальном обществе.
При этом уже в эпоху средневековья появляются произведения, являющие собой отдельное явление по отношению к народной культуре, в котором важную роль играют абстрактные понятия — честь, доблесть, верность, представленные в европейской традиции рыцарскими романами — культура феодальной элиты (например, цикл о короле Артуре).
В современном обществе представления о народной культуре испытывают существенное влияние работы учёных-исследователей XIX века, которые в рамках парадигм романтизма и позитивизма занимались сбором и публикацией образцов традиционной культуры (напр. Братья Гримм, Александр Афанасьев).